# پخت (سربیشه)
پخت یک روستا در ایران است که در بخش مرکزی شهرستان سربیشه واقع شده‌است. پخت ۱۷۳ نفر جمعیت دارد.